# Willi Blodt
Willi Blodt (* 4. November 1929 in Wolfskehlen; † 3. Dezember 2022) war ein hessischer Politiker (SPD) und Abgeordneter des Hessischen Landtags.

## Ausbildung und Beruf
Willi Blodt machte nach der Volksschule eine Verwaltungslehre. 1949 bis 1953 besuchte er die Verwaltungsschule und legte die erste und zweite Verwaltungsprüfung ab. 1954 bis 1960 war er Kreisjugendpfleger. Seit 1946 war Blodt Mitglied der Gewerkschaft ÖTV heute ver.di. Dort war er Landesvorsitzender der ÖTV-Jugend und Mitglied des Bundesjugendausschusses.

## Politik
Willi Blodt wurde 1949 Mitglied der SPD und war von 1962 bis 1970 SPD-Kreisvorsitzender. Zwischen 1956 und 1960 war er Stadtverordneter in Groß-Gerau und von 1960 bis 1964 Mitglied des Kreistags Groß-Gerau. Dort war er stellvertretender Vorsitzender und Vorsitzender der SPD-Fraktion von 1963 bis 1964. Im Anschluss war er von 1964 bis 1970 Mitglied des Kreisausschusses Groß-Gerau.
Vom 1. Dezember 1966 bis zum 30. November 1970 war er Mitglied des Hessischen Landtags, 1969 Mitglied der 5. Bundesversammlung.
1960 bis 1970 war er Bürgermeister in Wolfskehlen, bevor er ab dem 16. März 1970 Landrat des Kreises Groß-Gerau wurde.
Nach 22 Amtsjahren wurde er am 31. Mai 1992 in den Ruhestand versetzt. Sein Nachfolger wurde Enno Siehr (SPD).